# Robert Lüthi
Robert Lüthi (Biel/Bienne, 12 juli 1958) is een Zwitsers voetbalcoach en voormalig voetballer die speelde als aanvaller.

## Carrière
Lüthi maakte zijn profdebuut bij FC Biel-Bienne, waar hij twee seizoenen bleef spelen tot hij de overstap maakte naar Neuchâtel Xamax. Bij deze club bleef hij spelen tot in 1992, hij speelde 291 wedstrijden gedurende 14 seizoenen, hij wist er 113 doelpunten te maken. Hij werd met de club landskampioen in 1987 en 1988, dat waren ook de twee eerste landstitels voor de club.
Lüthi speelde in totaal vier interlands voor Zwitserland, waarin hij één keer kon scoren.
Na zijn loopbaan werd hij jeugdcoach en assistent trainer bij verscheidene clubs in eigen land, waaronder: Neuchâtel Xamax, FC La Chaux-de-Fonds, FC Serrières, FC Biel-Bienne en FC Fribourg. Hij was van 1995 tot 1997 hoofdcoach van FC Colombier.

## Erelijst
- Neuchâtel Xamax
  - Landskampioen: 1987, 1988